# Miltvuur

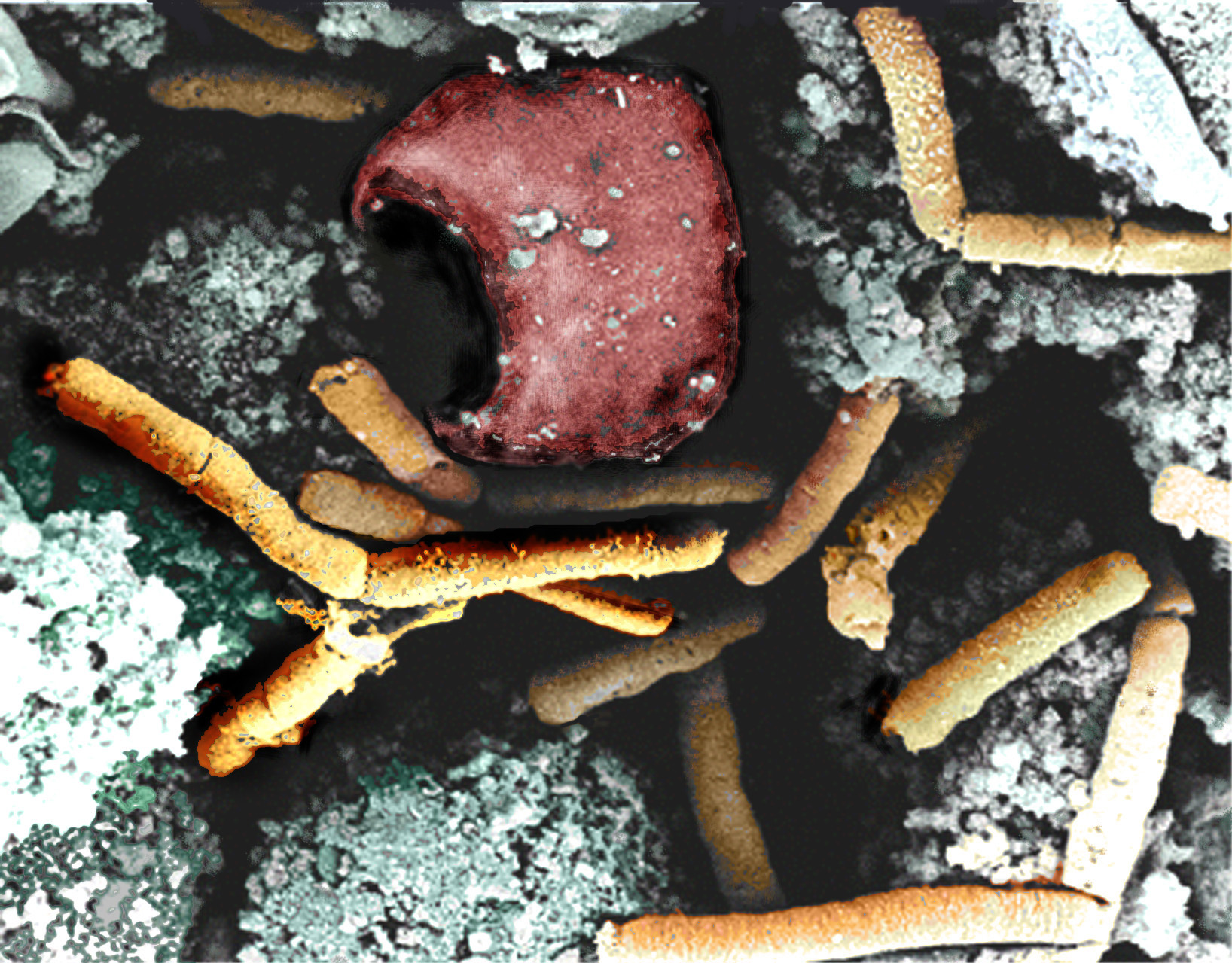
Bacillus anthracis

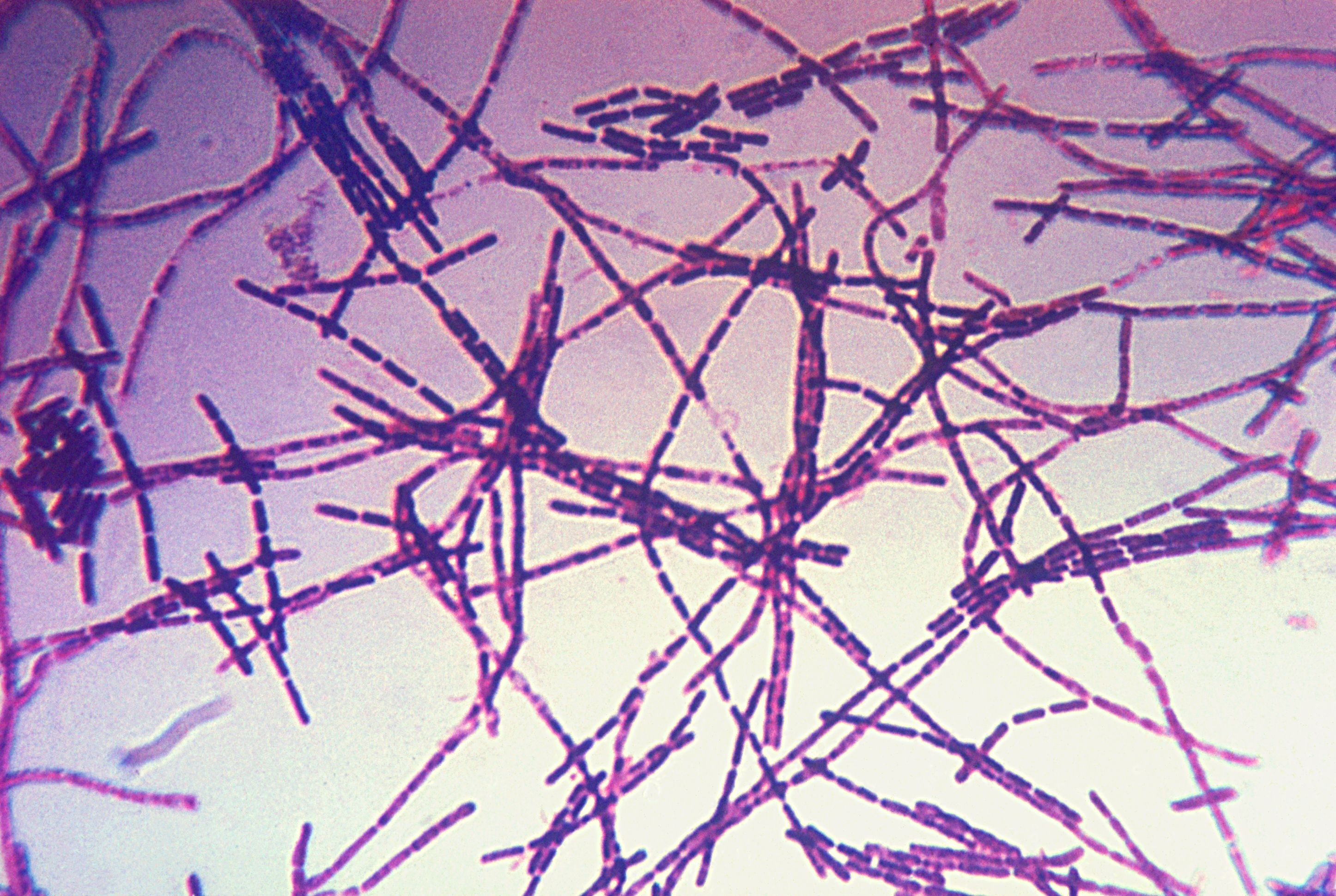
Bacillus anthraciskolonie aangekleurd met Gram

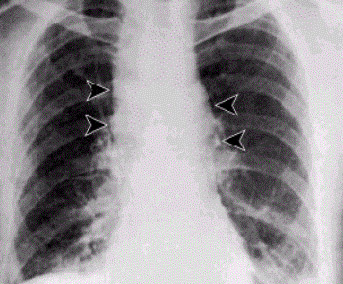
Pleura-effusie en verbreed mediastinum bij inhalatie-miltvuur

Miltvuur of antrax is een infectieziekte, die wordt veroorzaakt door de bacterie Bacillus anthracis. De ziekte is bij mensen en dieren al heel lang bekend. Miltvuur was een van de eerste ziekten waarvan (door Koch) werd aangetoond dat ze door een bacterie worden veroorzaakt. Miltvuurbacteriën hebben het vermogen tot sporenvorming: ze gaan over in een vorm zonder actief metabolisme en kunnen in deze rusttoestand decennialang overleven en weer actief worden als de omstandigheden zich daarvoor lenen (hoge temperaturen en hoge luchtvochtigheid).

## Besmetting
De bacterie kan op verschillende manieren de mens besmetten. Verschillende vormen zijn:
- Bij mensen die met vee of huiden omgaan treedt soms een zwarte pijnloze steenpuist-achtige ontsteking van de huid op (zie foto), de pustula maligna. Deze geneest in de regel zonder ernstige gevolgen; als zij niet wordt behandeld kan de kans op overlijden echter oplopen tot 20%.
- Bij inademing van miltvuursporen echter kan een longontsteking gevolgd door sepsis optreden die snel dodelijk kan verlopen, vooral indien veel sporen zijn ingeademd; longmiltvuur (anthrax pulmonalis).
- Ten slotte kan miltvuur ook via het maag-darmkanaal worden opgelopen; darmmiltvuur (anthrax intestinalis), dit betreft minder dan 1% van de antrax-gevallen. Bijvoorbeeld wanneer besmet vlees onvoldoende is verhit kan dit tot besmetting leiden.[1][2]

De dosis die nodig is om ziek te worden, is niet bekend en is per persoon en per infectievorm verschillend.

## Symptomen
De gemiddelde incubatietijd bedraagt een halve dag tot vijf dagen. Symptomen die daarna optreden zijn sterk verschillend en variëren van steenpuistachtige huidinfectie, longontsteking en een vergrote en ontstoken milt. Bij mensen komen drie vormen van miltvuur voor: de longvorm, de huidvorm en de systemische vorm.

### Huidvorm
De huidvorm is de vorm van miltvuur die in 95% van de gevallen voorkomt en het is de minst ernstige vorm. Het ontstaat na besmetting via de huid. Er vormt zich een pijnloos maar jeukend bultje op de handen, in de nek of het gezicht. Na 2-3 dagen gaat dit over in een blaartje en daarna in een zweer die bedekt wordt met een zwarte korst. Daaromheen ontstaat vaak een flinke zwelling en een krans van blaasjes. Nadat de korst weg is, blijft een litteken altijd zichtbaar. Soms gaat de huidzweer gepaard met hoofdpijn en koorts. Behandeling met antibiotica zorgt er niet voor dat de zweren sneller genezen, maar voorkomt wel sterfte doordat de bacterie geremd wordt. Als er niet behandeld wordt, kan de ziekte in 10 tot 20 % van de gevallen de dood betekenen.

### Longvorm
De longvorm wordt ook wel ‘wolsorteerdersziekte’ genoemd. Deze vorm ontstaat doordat de sporen worden ingeademd. Eerst ontstaat een normale verkoudheid, maar na 2 tot 4 dagen treedt kortademigheid op. Dit gaat gepaard met hoge koorts en het opgeven van bloed. Zelfs bij behandeling met antibiotica overlijden de meeste patiënten binnen 24 uur.

### Systemische vorm
Na het eten van met de miltvuurbacterie besmet voedsel kan de darmvorm ontstaan, die twee verschillende beelden heeft: de zogenaamde abdominale vorm (abdomen = buikholte) en de orofaryngeale vorm (orofaryngeaal = van mond en keel). In het eerste geval ontstaan misselijkheid en koorts, die overgaan in bloederige diarree en heftige buikpijnen. In het tweede geval ontstaat ook koorts, maar nu gaat het gepaard met moeilijk slikken, lymfklierzwelling in de nek en bloedvergiftiging, waaraan zo’n 50 % van de patiënten uiteindelijk (ongeacht behandeling) sterft.

## Verspreiding

### Nederland
In de eerste helft van de twintigste eeuw kwam miltvuur nog regelmatig in Nederland voor, maar sinds de invoering van de Destructiewet uit 1957 is het aantal gevallen drastisch afgenomen. Dat betekent niet dat de ziekte in Nederland niet meer voorkomt, maar wel dat miltvuur er uiterst zeldzaam is geworden. In totaal werden sinds 1976 (toen de ziekte aangifteplichtig werd) slechts zeven gevallen van miltvuur bij mensen gemeld, waarvan de laatste twee gevallen in 1994. Er is echter weleens een uitbraak opgetreden na graafwerkzaamheden langs de uiterwaarden van de IJssel waar in het verleden dieren met miltvuur waren begraven. Ook dienen bijvoorbeeld archeologen en landbewerkers alert te zijn op de ligging van de miltvuurbosjes of waar deze gelegen hebben, de "witte plekken". In 2013 werden bij graafwerkzaamheden in Lent levensvatbare miltvuursporen gevonden op een plek waar vóór 1942 kadavers van aan miltvuur overleden vee waren begraven. In andere delen van de wereld komt miltvuur nog wel veelvuldig voor.

### Verenigde Staten
In oktober en november 2001 werd in de Verenigde Staten een aantal brieven met miltvuursporen aan personen en instanties gestuurd, die bij het openmaken vrij kwamen. Dit leidde tot 22 besmettingen die vijf slachtoffers eisten. De daders zijn onbekend gebleven. Een Amerikaanse onderzoeker die toegang had tot de gebruikte bacteriestam, Bruce Edwards Ivins, pleegde in 2008 zelfmoord kort voordat hij voor deze feiten aangeklaagd zou worden. Het bewijs tegen hem was echter waarschijnlijk niet hard genoeg voor een veroordeling, hoewel aannemelijk was dat de sporen uit zijn laboratorium kwamen.
Uit het onderzoek kwam naar voren dat de sporen van een zeer virulente stam afkomstig waren (de Ames-stam), zeer geconcentreerd waren en zeer fijn verdeeld en daarnaast gecoat met middelen om klontering tegen te gaan en dispersie te bevorderen, aanwijzingen dat ze uit een geavanceerd biologisch wapenlaboratorium afkomstig waren. Toen dit eenmaal bekend was geworden veranderde de berichtgeving van de onderzoekende instanties en kwamen er opeens heel andere microfoto's in het nieuws. De conclusie die door sommigen werd getrokken is dat het materiaal uit een Amerikaans laboratorium afkomstig was en wellicht door een werknemer uit rancune was meegenomen of voor geld aan een derde verkocht. In het gezaghebbende wetenschappelijke tijdschrift Science verscheen op 28 november 2003 een analyse waar dit verhaal op gebaseerd is.
De Amerikaanse thrashmetalband Anthrax overwoog een andere naam aan te nemen omdat ze niet geassocieerd wilden worden met angst, paranoia en de dood.

### Verenigd Koninkrijk
In 1942 werden op het Schotse eiland Gruinard militaire proeven met miltvuur genomen om te testen of het als biologisch wapen gebruikt kon worden. Het miltvuur was zo effectief en doordringend dat het eiland 48 jaar lang in quarantaine moest worden gehouden. Tot de jaren tachtig was het een van ’s werelds dodelijkste plekken. Pas in 1986 besloot de overheid het eiland te ‘ontsmetten’. Hoewel het in 1990 veilig werd verklaard, blijft de ondergrond sporen bevatten van antrax. Zelfs een verblijf van een paar dagen heeft zware gevolgen voor de menselijke gezondheid. Daardoor zal het eiland nog enkele honderden jaren ongeschikt blijven voor menselijke vestigingen.

### Sovjet-Unie
Op het eiland Vozrozjdenija in het Aralmeer bevindt zich een oud laboratorium dat gebruikt is voor het ontwikkelen van biologische wapens, waaronder pokken. Hoewel er waarschijnlijk geen monsters van het pokkenvirus meer zijn, was het eiland nog vervuild met andere ziekteverwekkers, met name miltvuur. Het is niet duidelijk hoeveel afval op het eiland is achtergebleven. Het is waarschijnlijk dat de eilandbodem nog steeds vervuild is.

## Trivia
- Antrax (Engels: anthrax) komt van het Grieks en betekent 'kool'. Deze naam slaat op de zwarte pustula maligna.
- Jean-Baptiste Grenouille, de hoofdpersoon in de roman “Het Parfum” van Patrick Süskind, overleefde miltvuur toen hij bij een leerlooier werkte.